# Directivas de la Unión Europea sobre igualdad de trato entre hombres y mujeres
La igualdad entre hombres y mujeres se ha ido forjando en el sistema normativo de la Unión Europea por medio de normas que contribuyen a mejorar las condiciones de vida de las personas.
Uno de los principales pilares para conseguir esta igualdad son las directivas que hacen referencia a este tema.

## Directivas sobre la materia
Entre las directivas sobre igualdad entre hombres y mujeres cabe destacar la más importante, la  Directiva 2006/54/CE del Parlamento Europeo y del Consejo de 5 de julio de 2006 , relativa a la aplicación del principio de igualdad de oportunidades e igualdad de trato entre hombres y mujeres en asuntos de empleo y ocupación.
Esta Directiva contiene disposiciones destinadas a aplicar el principio de igualdad de trato en lo que se refiere a:
1. El acceso al empleo, incluida la promoción, y a la formación profesional.
2. Las condiciones de trabajo, incluida la retribución.
3. Los regímenes profesionales de seguridad social.

Contiene, además, disposiciones para garantizar que dicha aplicación sea más eficaz mediante el establecimiento de los procedimientos adecuados.
Otra directiva importante es la que hace referencia a las  condiciones de trabajo, esta es la  Directiva 2002/73/CE del Parlamento Europeo y del Consejo, de 23 de septiembre de 2002 , que modifica la  Directiva 76/207/CEE del Consejo relativa a la aplicación del principio de igualdad de trato entre hombres y mujeres en lo que se refiere al acceso al empleo, a la formación y a la promoción profesional, y a las condiciones de trabajo .
También está regulado este principio de igualdad en materia de  Seguridad Social  por medio de las siguientes directivas:
1. Directiva 96/97/CEE del Consejo de 20 de diciembre de 1996 ' por la que se modifica la  Directiva 86/378/CEE relativa a la aplicación del principio de igualdad de trato entre hombres y mujeres en los regímenes profesionales de la Seguridad Social .
2. Directiva 79/7/CEE del Consejo, de 19 de diciembre de 1978 , relativa a la aplicación progresiva del principio de igualdad de trato entre hombres y mujeres en materia de Seguridad Social.

Finalmente existen otras dos directivas que también regulan este principio de igualdad:
1. Directiva 86/613/CEE del Consejo de 11 de diciembre de 1986 , relativa a la aplicación del principio de igualdad de trato entre hombres y mujeres que ejerzan una actividad autónoma, incluidas las actividades agrícolas, así como sobre la protección de la maternidad.
2. Directiva del Consejo 2004/113/CE de 13 de diciembre de 2004 , por la que se aplica el principio de igualdad de trato entre hombres y mujeres al acceso a bienes y servicios y su suministro.